# La encrucijada (película de 1952)
La encrucijada  es una película en blanco y negro de Argentina dirigida por Leopoldo Torres Ríos sobre su propio guion según el argumento de Noel Barona que se estrenó el 31 de enero de 1952 y que tuvo como protagonistas a Ricardo Trigo, Lydia Quintana, Mario Danesi y Ricardo Trigo (hijo).

## Sinopsis
El arrepentimiento de un hombre encarcelado y las enseñanzas a su hijo.

## Reparto
- Ricardo Trigo …Leonardo Celvi
- Lydia Quintana …Inés Núñez
- Mario Danesi …Director del penal
- Ricardo Trigo (hijo) …José Luis
- José Guisone
- Mario Pocoví
- Antonio Ría
- Ginamaría Hidalgo…Leonor
- Juan Latrónico …El Yuyero
- Claudio Lucero …Guardiacárcel
- Diego Marcote …Preso
- Alberto Rinaldi …Oficial
- Enrique Giacobino
- Víctor Omar

## Comentarios
Noticias Gráficas dijo del filme:

”Limpia factura y aleccionador contenido.”

Por su parte el crítico King opinó:

”Tema policial…sobre un fondo de vidas equivocadas extiende La encrucijada un relato que marca dos épocas separadas entre sí por casi veinte años.”